# Kongootter
Der Kongootter oder Kleinzahn-Fingerotter (Aonyx congicus) ist eine im mittleren Afrika verbreitete Marderart aus der Unterfamilie der Otter (Lutrinae).

## Merkmale
Der Kongootter gehört zu den größten Otterarten. Männchen erreichen eine durchschnittliche Kopf-Rumpf-Länge von 69 cm, der Schwanz ist im Schnitt 47 cm lang. Weibchen sind mit durchschnittlichen Kopf-Rumpf-Länge von 75 cm und einem 45 cm langen Schwanz etwas größer. Vermessen wurden jedoch nur wenige Exemplare, 3 Männchen und 6 Weibchen. Einar Lönnberg, der Autor der Erstbeschreibung, gab ein Gewicht von 13,6 bis 18,1 kg an, nach Jonathan Kingdon können die Tiere ein Gewicht von bis zu 34 kg erreichen. Rücken, Körperseiten und Bauch sind variabel dunkel schokoladenbraun bis hellgrau gefärbt. Die Wangen, die Kehle, die Oberlippe und die Brust sind weißlich, cremefarben oder gelblich. Charakteristisch für die Art ist ein auffälliger dunkler Fleck zwischen den Augen und den Nasenöffnungen. Die Vorderpfoten sind unbehaart und weitgehend krallenlos. Krallenrudimente sind noch am zweiten, dritten und vierten Finger vorhanden. Die Geschlechter unterscheiden sich äußerlich kaum. Weibchen haben zwei Paar bauchständige Zitzen. Der Karyotyp besteht aus einem Chromosomensatz von 2n=38.

## Verbreitung

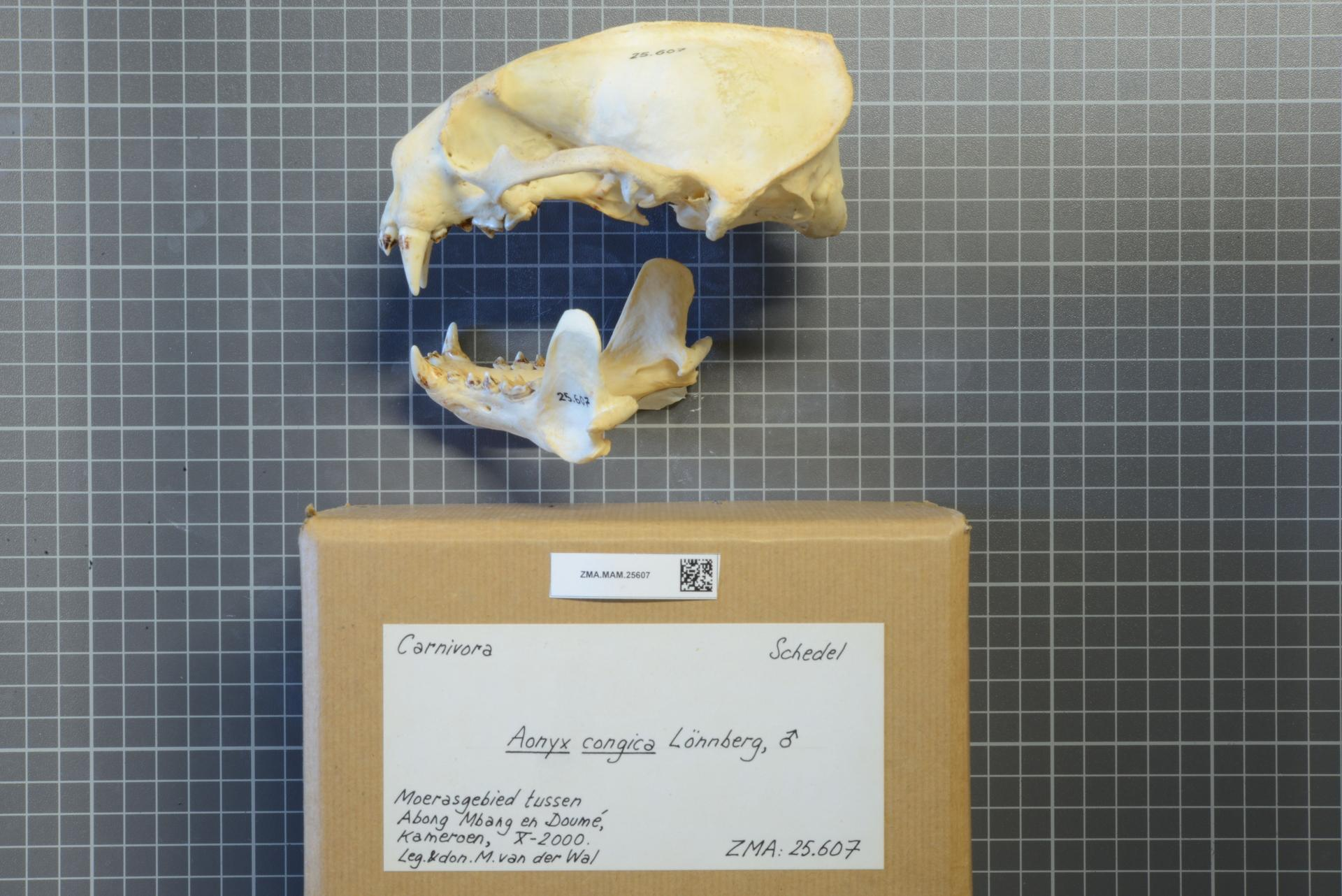
Schädel des Kongootters

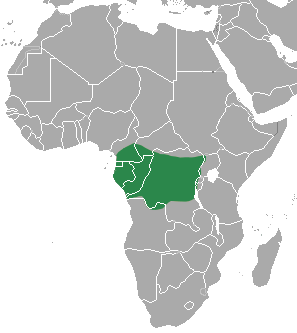
Verbreitungsgebiet des Kongootters

Der Kongootter ist im mittleren Afrika im Bereich des Regenwaldes im Kongobecken verbreitet. Sein Verbreitungsgebiet umfasst Äquatorial-Guinea, Gabun, die Demokratische Republik Kongo und die Republik Kongo sowie das südliche Kamerun, den Südwesten der Zentralafrikanischen Republik, den äußersten Norden von Angola (Provinz Lunda Norte) und kleine mit feuchten Wäldern bestandene Gebiete im Westen von Ruanda, Burundi und Uganda. Da es leicht zu Verwechslungen mit dem Kapotter (Aonyx capensis) kommen kann, sind die genauen Grenzen des Verbreitungsgebietes unsicher.

## Lebensraum und Lebensweise
Der Kongootter kommt in den tropischen Regenwäldern des äquatorialen Afrika vor. Im Unterschied zum Kapotter meidet er die Regionen direkt an der Meeresküste lebt jedoch etwas weiter im Landesinnern an den Ufern von Süßwasserlagunen und in Mangrovenwäldern. Im gleichen Lebensraum kommt der Fleckenhalsotter (Hydrictis maculicollis) vor und beide Arten wurden beobachtet, wie sie nah beieinander jagten un dfrassen ohne das es dabei zu Konflikten gekommen ist. Beide Arten bevorzugen offensichtlich Gewässer mit einer unterschiedlich dichten Vegetation, wobei der Fleckenhalsotter eher in offenem Wasser beobachtet wurde. Verglichen mit dem Kapotter hat der Kongootter kleinere Backenzähne, was darauf hindeutet, dass er weichere Beutetiere frisst. Zu seiner Beute gehören, Regenwürmer, Weichtiere, kleine Fische, Frösche, Krabben und andere Wirbellose. Würmer gehören zu den wichtigsten Beutetieren und werden gefangen, indem die Tiere ihre Vorderpfoten in den Uferschlamm stecken und sie dann ertasten. Dabei werden oft drei Würmer pro Minute erbeutet. Weibchen überreichen ihren Jungtieren Würmer von Maul zu Maul. Nach der Nahrungsaufnahme rollen sich die Otter im Grass, betreiben Fellpflege und sonnen sich zum Trockenen.

## Systematik
Der Kongootter wurde 1901 durch den schwedischen Zoologen Einar Lönnberg erstmals wissenschaftlich beschrieben. Lange Zeit war es umstritten ob es sich um eine eigenständige Art handelt oder ob der Kongootter dem in Afrika weit verbreiteten Kapotter (Aonyx capensis) als Unterart zugeordnet werden sollte. In einer 2022 publizierten Untersuchung über die innere Systematik der Otter wurde festgestellt, dass beide Formen seit 440.000 Jahren nicht mehr miteinander hybridisieren und es sich damit eindeutig zwei verschiedene Arten handelt.
Synonyme sind: Aonyx capensis congicus, Aonyx congica, Aonyx hindei, Aonyx microdon und Aonyx phillipsi.

## Gefährdung
Nach Angaben der IUCN ist der Kongootter durch die zunehmende Erschließung seines Lebensraums durch den Menschen, Entwaldung, Überfischung, Wasserverschmutzung und der Jagd auf Bushmeat potenziell gefährdet (Near Threatened).

## Belege
1. 1 2 3 4 5  
H. Jacques, R. Parnell und F. Alary 2013. Aonyx congicus. in: J. Kingdon und M. Hoffmann (Hrsg.): The Mammals of Africa. Volume V: Carnivores, Pangolins, Equids and Rhinoceroses. Bloomsbury Publishing, London, ISBN 978-1-4081-2255-6. S. 103–107.
2. 1 2 3 4  
Aonyx congicus in der Roten Liste gefährdeter Arten der IUCN 2021. Eingestellt von: Jacques, H., Reed-Smith, J., Davenport, L. & Somers, M.J., 2020. Abgerufen am 19. Dezember 2022.
3. ↑  
Verade Ferran, Henrique Vieira Figueiró, Fernandade Jesus Trindade, Oliver Smith, Mikkel-Holger S. Sinding, Cristine S.Trinca, Gabriele Zenato Lazzari, Géraldine Veron, Juliana A. Vianna, Filippo Barbanera, Sergei Kliver, Natalia Serdyukova, Tatiana Bulyonkova, Oliver A. Ryder, M. Thomas P. Gilbert, Klaus-Peter Koepfli, Eduardo Eizirik (2022). Phylogenomics of the world’s otters. Current Biology, 32(16), 3650–3658. doi: 10.1016/j.cub.2022.06.036